# Liste der Naturdenkmale in Hochstadt (Pfalz)
Die Liste der Naturdenkmale in Hochstadt nennt die im Gemeindegebiet von Hochstadt ausgewiesenen Naturdenkmale (Stand 23. Mai 2024).

## Ehemalige Naturdenkmale
| Nr. | Bezeichnung               | Lage                                                    | Beschreibung                                                                  | Bild                                    |
| --- | ------------------------- | ------------------------------------------------------- | ----------------------------------------------------------------------------- | --------------------------------------- |
|     | Rosskastanie mit Ruhebank | Niederhochstadt, südöstlich des Ortes an der B 272 Lage | sogenannte Napoleonsbank; Aesculus hippocastanum; Rechtsverordnung aufgehoben | Direkt Bild zu diesem Denkmal hochladen |